# Csengeri járás
A Csengeri járás Szabolcs-Szatmár-Bereg vármegyéhez tartozó járás Magyarországon, amely 2013-ban jött létre. Székhelye Csenger. Területe 246,51 km², népessége 13 839 fő, népsűrűsége pedig 56 fő/km² volt 2013. elején. 2013. július 15-én egy város (Csenger) és 10 község tartozott hozzá.
A Csengeri járás a járások 1983. évi megszüntetése előtt is létezett, 1969-ig, és székhelye az állandó járási székhelyek kijelölése (1886) óta mindvégig Csenger volt. Az 1950-es megyerendezésig Szatmár vármegyéhez tartozott, azután Szabolcs-Szatmár megyéhez.

## Települései
| Település        | Rang (2013. július 15.) | Közös hivatal | Kistérség (2013. január 1.) | Népesség (2013. január 1.) | Terület (km²) |
| ---------------- | ----------------------- | ------------- | --------------------------- | -------------------------- | ------------- |
| Csenger          | járásszékhely város     | Csenger       | Csengeri                    | 4 924                      | 36,16         |
| Porcsalma        | nagyközség              | Porcsalma     | Csengeri                    | 2 682                      | 31,1          |
| Tyukod           | nagyközség              | Tyukod        | Csengeri                    | 2 041                      | 62,18         |
| Csengersima      | község                  | Csenger       | Csengeri                    | 779                        | 23,8          |
| Csengerújfalu    | község                  | Csenger       | Csengeri                    | 819                        | 25,61         |
| Komlódtótfalu    | község                  | Csenger       | Csengeri                    | 122                        | 6,97          |
| Pátyod           | község                  | Porcsalma     | Csengeri                    | 675                        | 9,1           |
| Szamosangyalos   | község                  | Csenger       | Csengeri                    | 477                        | 8,04          |
| Szamosbecs       | község                  | Csenger       | Csengeri                    | 374                        | 6,71          |
| Szamostatárfalva | község                  | Csenger       | Csengeri                    | 308                        | 4,5           |
| Ura              | község                  | Tyukod        | Csengeri                    | 638                        | 32,34         |